# Țărmul n-are sfârșit
Țărmul n-are sfârșit este un film românesc din 1962 regizat de Mircea Săucan. Rolurile principale au fost interpretate de actorii Marina Voica, Eugen Popiță.

## Distribuție
Distribuția filmului este alcătuită din:
- Marina Voica
- Eugen Popiță — Soldatul